# Barevná hypsometrie

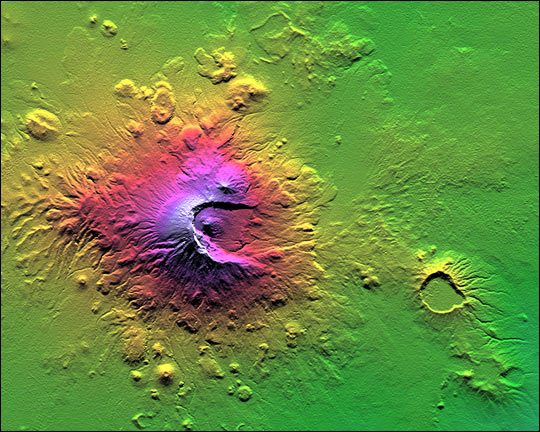
Hypsometrický snímek hory Mount Meru v Tanzanii, NASA

Barevná hypsometrie je kartografická technika znázornění terénního reliéfu na mapě, a to pomocí vrstevnic a plošného vybarvení jednotlivých výškových vrstev mezi nimi, tedy znázornění nadmořské výšky v mapách metodou vyplnění barevných ploch.
Barevná hypsometrie umožňuje rychlou výškovou orientaci, poskytuje celkový přehled o reliéfu na velkých plochách a zároveň vyvolává prostorovou představu. Nicméně je barevná hypsometrie často špatně interpretována z důvodu záměny barev za barvy vegetace a krajinného pokryvu.
Barevná hypsometrie se většinou používá v kombinaci s dalšími metodami. V dnešní době především se stínováním, což nestačí na zachycení drobnějších útvarů, nebo dříve s horskými šrafami vhodnými pro vystižení povrchových tvarů uvnitř jednotlivých výškových stupňů.

## Metody
Barevná hypsometrie spočívá ve vytvoření výškových vrstev ohraničených vrstevnicemi na rozhraní typických intervalů získaných z hypsografické křivky, a jejich vybarvení.
1. Hypsografická křivka ukazuje velikost plochy území nacházející se v libovolné nadmořské výšce. Intervaly volíme s ohledem na měřítko, účel mapy a výškovou členitost terénu. Výškovou vrstvu vybarvuje dle hypsometrické stupnice barev, případně u hloubek mluvíme o hloubkových vrstvách a batymetrické stupnici barev.
2. Hypsometrickou (batymetrickou) stupnici barev tvoří sled barev uspořádaných dle určité zásady. Počet intervalů výškových stupňů se volí v závislosti na typu území, měřítku nebo účelu mapy. Zpravidla se používá 6–10 intervalů, přesto mohou být i ve zvláštních případech (malých oblastech) dopočítány.
I < 0,0003 ∙ M ∙ tanβmax
I … počet intervalů
M … měřítko mapy
βmax … maximální sklon v dané oblasti (ve °)

## Přístupy
1. Kontrastní barevná stupnice
Cílem této metody bylo co nejvíce od sebe odlišit výškové stupně. Vznikla nejdříve (v době prvního barevného tisku), mnoho let před vývojem stínování a dalších výškopisných technik, které byly postupně včleněny do mapy vedle barevné hypsometrie. Objevovala se pouze na mapách menších měřítek. V Tab. 1 je znázorněná barevná škála výškopisné mapy střední Evropy od autora Augusta Papena pocházející z roku 1853. Je patrně nejstarší mapou s kontrastní barevnou stupnicí.
Tab. 1: Barevné intervaly jednotlivých výškových pásem Augusta Papena
| nadm. výška [m] | barva          |
| --------------- | -------------- |
| 1624            | červenohnědá   |
| 1460            | žlutá          |
| 1300            | tmavě šedá     |
| 1136            | bílá           |
| 974             | hnědočervená   |
| 812             | tmavě modrá    |
| 649             | červenofialová |
| 487             | zelená         |
| 324             | světlé šedá    |
| 162             | světlehnědá    |
| 130             | sytě žlutá     |
| 97              | světle žlutá   |
| 65              | světle modrá   |
| 32              | šedivě okrová  |

2. Stupňování na principu „čím výše, tím světleji“
Jedním z prvních autorů, který vymyslel barevnou škálu na principu „čím výše, tím světleji“ pro školní atlas, byl Emil von Sydow v roce 1847. Výhodou uvedeného postupu je stálost stupňování, které je přirozené pro kontinuitu povrchu terénu i přírodní výškové gradienty. Sydow nejdříve zkoušel využití odstínů šedi, následně vytvořil gradaci z následujících barev (vzestupně): šedá, šedozelená, žlutá, bílá. Tento princip se ukázal jako částečně vhodný pro horské oblasti, kde se kombinoval se stínováním, naopak se nehodil do nížin, kde obvykle je mapa zahuštěná více detaily a při tmavém podkladu se stane nečitelnou.
3. Stupňování na principu „čím výše, tím tmavěji“
Opačný princip vznikl ve stejné době jako výše uvedený. Cílem bylo vytvořit světlejší nížinné části, kde jsou zastavěné oblasti, komunikace a řada dalších detailů a naopak horské oblasti s důrazným hnědým tónováním. Vznikl tedy koncept barev od nejspodnější bílé, přes světle hnědou až po tmavě hnědou. Tato gradace může být postavená na vzdušné perspektivě. Stejně jako v krajině totiž může pozorovat postupné zesvětlování tmavých tónů. Průkopníkem této metody je považován Franz von Hauslab, rakouský generál a kartograf. Princip „čím výše, tím tmavěji“ ale také uplatňoval Ludwig Ravenstein, který vytvořil Hypsometrickou mapu Německa v měřítku 1 : 1 700 000 nebo mapu východních Alp v měřítku 1 : 250 000. Koncept se používá dodnes, především v jednobarevných mapách s různými výškovými stupni.
4. Standardní stupnice s upraveným spektrálním rozsahem
Ke konci 19. století byla stupnice barev popisovaná výše (princip „čím výše, tím tmavěji“) rozšířená do více stupňů. Tento, dnes velice často používaný, princip obsahoval barvy (vzestupně): tmavě modrá nebo šedozelená, modrozelená, zelená, světle žlutozelená, žlutá, světle žlutohnědá, středně tmavě hnědá nebo červenohnědá, tmavě hnědá nebo červenohnědá.
5. Barevný rozsah podle Karla Peuckera
Posloupnost barev, která byla zavedena Karlem Peuckerem na začátku 20. století, je podobná části spektrálních barev. Jeho princip obsahoval následující barvy (vzestupně): šedá, šedozelená, žlutozelená, zelenožlutá, žlutá, oranžovožlutá, červenooranžová, sytě červená. Peucker použil poprvé tuto barevnou stupnici v roce 1910 na mapu Jižního Tyrolska v měřítku 1 : 200 000. Podobné barevné rozložení použil pro svoji Hypsometrickou mapu Švýcarska J. M. Ziegler již v roce 1866.
6. Barevný rozsah pro mapy středních a velkých měřítek se stínováním
Tento typ byl vyvíjen několik let pro horské terény hlavně ve Švýcarsku pro mapy v měřítkách od 1 : 10 000 do 1 : 500 000. Barvy se snaží být přirozené, oblasti věčného sněhu a ledu jsou obecně znázorněny bíle. Barevná kombinace je následující (vzestupně): nazelenale šedomodrá, modrozelená, zelená, nažloutlá zelená, nazelenale žlutá, načervenale žlutá, bílá (zároveň pro oblasti věčného sněhu a ledu). Na vrcholu a v oblastech se skálami nebo sutěmi je pak růžová, oranžová nebo hnědá, ale velmi světlá. V údolích je navíc výrazné stínování, které je kombinováno s nádechem odpovídající barvy.
Problém nastává při spojení dvou rastrů – stínovaného reliéfu a barevné hypsometrie. V případě dvou vrstev s nastavením určité průhlednosti dochází ke ztrátě barevnosti a současně k potlačení některých jemných tvarů, které lze vidět na samostatném stínovaném reliéfu. Proto se aplikuje technika Pan-sharpening, která digitálně pojí oba obrazy vedoucí jak k maximální podrobnosti na straně jedné (prvky terénní mikroreliéfu ze stínování), tak k zachování barevnosti (stupně barevné hypsometrie). Výsledné rozlišení je stejné jako stínovaný reliéf.
7. Barevné tónování pro batymetrické mapy
Na batymetrických mapách se obvykle znázorňuje podmořský nebo jezerní reliéf, a proto se často používá modrá barva pro vyjádření hloubky. Se snižující nadmořskou výškou je odstín modré tmavší. Zpravidla se volí 5 až 6 intervalů. Pokud je podvodní reliéf komplikovaný, pro znázornění se používá až 8 nebo 9 odstínů. Další zvýraznění nejhlubší vrstvy může být dosaženo přidáním dalších barev, např. zelené nebo žluté. Na některých mapách se můžeme také setkat s fialovým dnem. Tyto úpravy podněcují vjem hloubky a vizuálně působí podobně jako nahnědlé vrcholky hor na hypsometrických mapách.

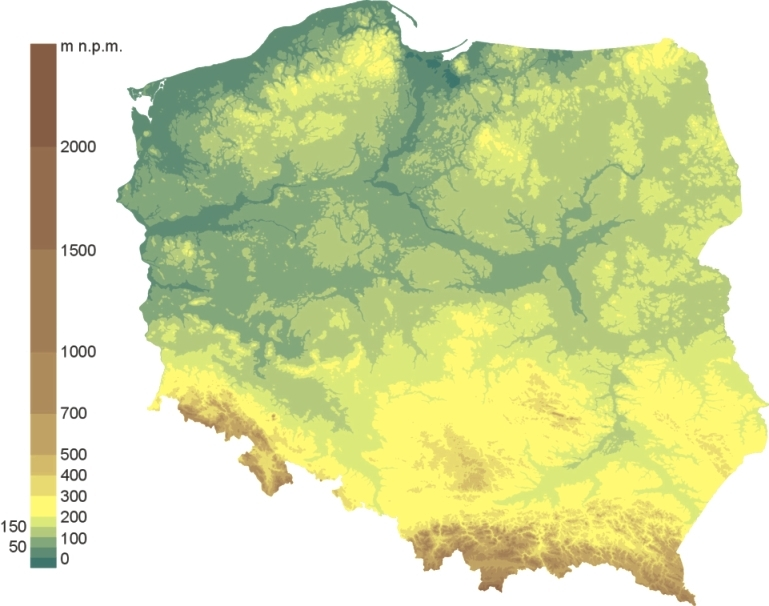
Hypsometrické znázornění reliéfu Polska pomocí barevné hypsometrie
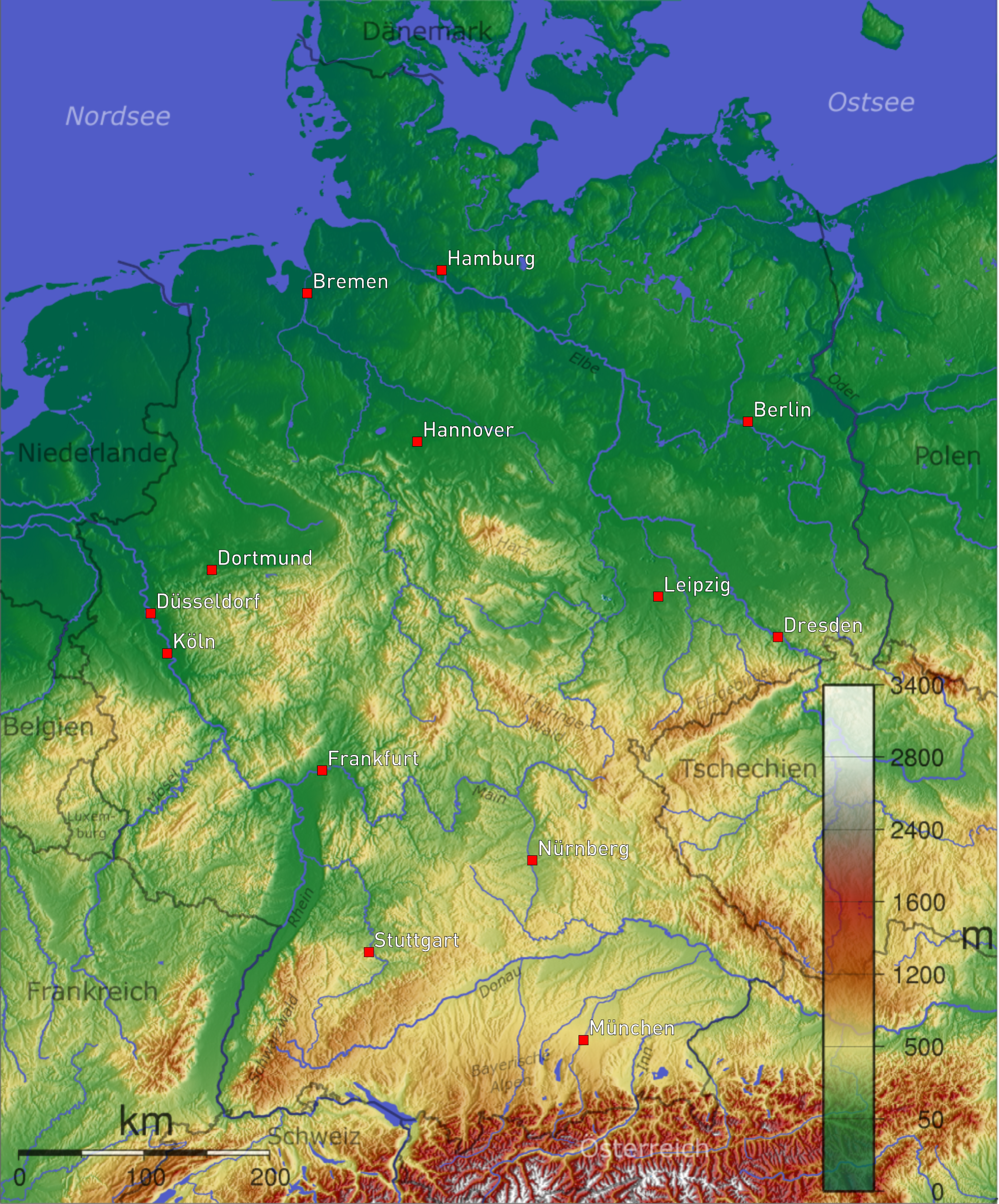
Hypsometrické znázornění reliéfu Německa pomocí barevné hypsometrie
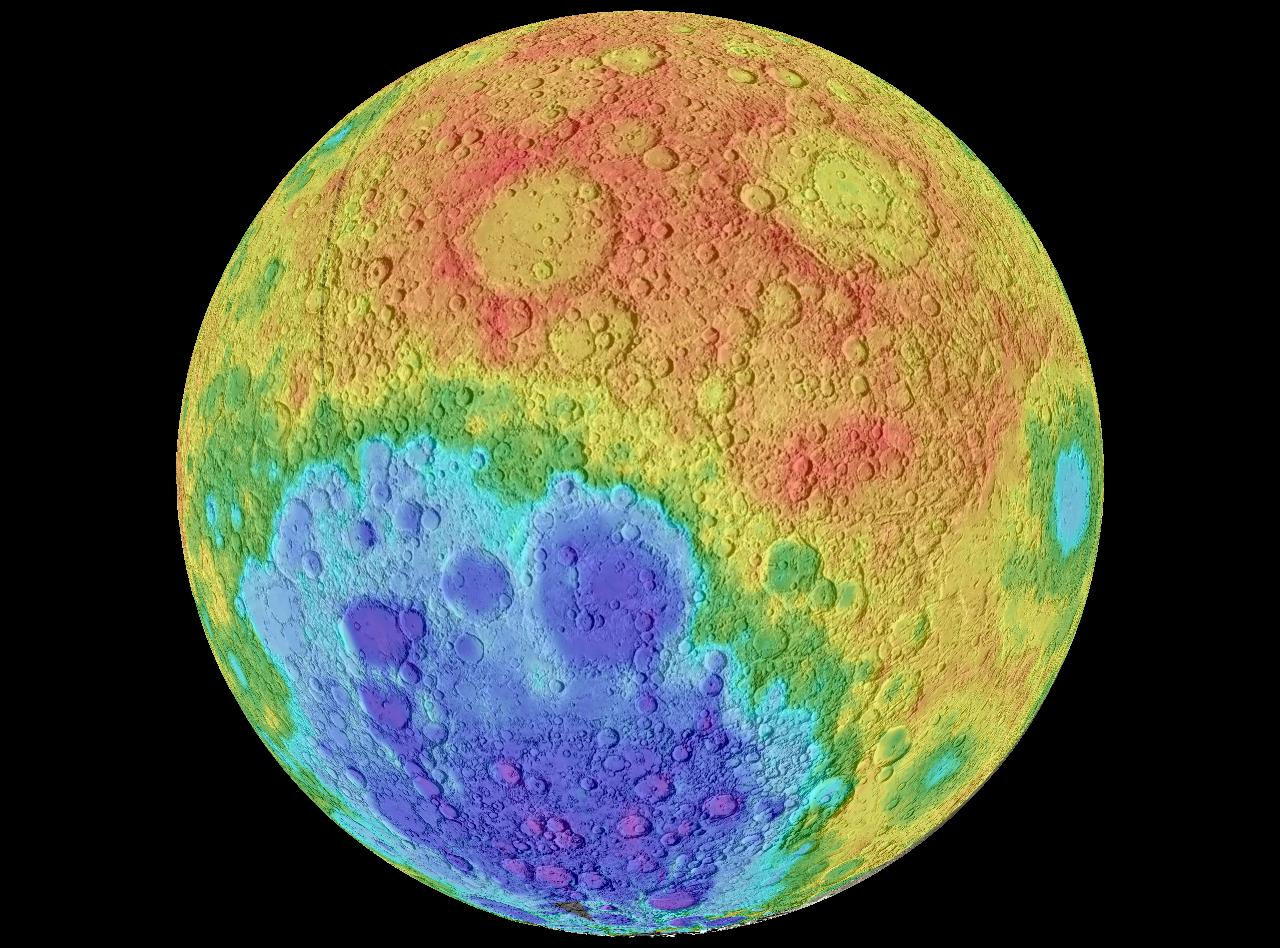
Hypsometrické znázornění reliéfu Měsíce pomocí barevné hypsometrie
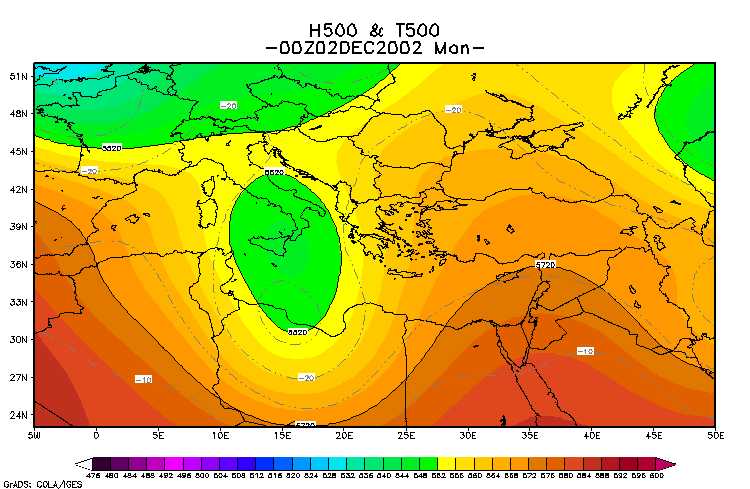
Hypsometrické znázornění barického reliéfu standardní izobarické hladiny 500 hPa